# Theodora Megale Komnene
Theodora Megale Komnene (Grieks: Θεοδώρα Μεγάλη Κομνηνή) (± 1250 - na 1285) was van 1284 tot 1285 keizerin van Trebizonde.

## Leven
Theodora was de dochter van keizer Manuel I Megas Komnenos en diens tweede vrouw, de Iberische prinses Roesadan. Ze werd na de dood van haar oudere halfbroer Andronikos II non. Door toedoen van Georgië en de rebellerende Trebizondische oligarchen kwam ze in 1284 ten koste van haar jongere halfbroer Johannes II op de troon. Al korte tijd daarna werd ze echter verdreven en kwam Johannes weer aan de macht.